# Iron Maiden (album)
Az Iron Maiden az Iron Maiden brit heavy metal együttes bemutatkozó nagylemeze, amelyet 1980. április 14-én adott ki az EMI az Egyesült Királyságban. Az USA-ban néhány hónappal később került kiadásra a Capitol Records alá tartozó Harvest Records gondozásában. Az amerikai változaton szerepelt a Sanctuary című dal is, ami Angliában csak kislemezen jelent meg. Az album a 4. helyen nyitott, és 17 hétig maradt a brit lemezeladási listán. Ez volt az első és utolsó album, melyen Dennis Stratton gitározott Dave Murray mellett.
Az album dalai közül a Phantom of the Opera, a Running Free, a Sanctuary és az Iron Maiden című dalok később az együttes szinte minden koncertjén bekerültek a műsorba. Az élő fellépéseken az Iron Maiden dal közben Eddie, az együttes kabalafigurája, mindig megjelenik a színpadon, teljes életnagyságban.
A Strange World kivételével az album összes dala megjelent később a Bruce Dickinson-féle felállások előadásában, rendszerint koncertalbumokon ill. a Prowler és a Charlotte the Harlot újrafelvett változatai az 1988-as The Evil That Men Do maxi kislemez B-oldalán.
A lemezt 2017-ben a Rolling Stone magazin Minden idők 100 legjobb metalalbuma listáján a 13. helyre rangsorolta. Az album szerepel az 1001 lemez, amit hallanod kell, mielőtt meghalsz című könyvben.

## Történet
A lemez producere Will Malone, egy veterán szakember volt, de a kezdő zenekarral végzendő munka nem igazán érdekelte, ráhagyta az együttesre és Martin Levan hangmérnökre, hogy mit csinálnak. A felvételek a Kingsway Studiosban, míg a keverés a Morgan Studiosban zajlott Londonban, 1980 elején. A felvételek megkezdése előtt a csapat megvált Tony Parsons gitárostól, és Doug Sampson dobostól. Helyükre Dennis Stratton (ex-United) és Clive Burr (ex-Samson) érkeztek.
A dalok többségét a basszusgitáros Steve Harris írta, kettőt Paul Di'Anno énekessel közösen, míg a Charlotte the Harlot című dal Dave Murray gitáros szerzeménye. Utóbbi szám az első darabja volt azoknak a daloknak, melyekben Charlotte a szajha életét dolgozták fel. Az epikus Phantom of the Opera dalt a francia író, Gaston Leroux, Az Operaház fantomja c. novellája ihlette, jóval a híres Webber musical 1986-os bemutatóját megelőzve.
Az album első kislemeze a Running Free volt, B-oldalán a nagylemezről lemaradt Burning Ambition c. dallal. 1980. február 8-án jelent meg, és felkerült a brit slágerlistára. Ennek apropóján az Iron Maident meghívták a BBC Top of the Pops c. tévéműsorába, hogy adják elő a Running Free-t . Az együttes csakis élőben volt hajlandó játszani, amire a The Who 1972-es szereplése óta nem volt példa a műsorban.
A lemezfelvétel után az album áprilisi megjelenéséig az Iron Maiden folyamatosan koncertezett az Egyesült Királyságban. Februárban önállóan, a Metal For Muthas Tour keretében koncerteztek, majd márciusban a Judas Priest előzenekara voltak annak angliai turnéján. Ez az intenzív jelenlét is hozzájárult ahhoz, hogy az április közepén megjelent első Iron Maiden album rögtön a brit lemezeladási lista 4. helyén nyitott. A lemez hangzását sokat kritizálta később az együttes (főleg Harris), de sok rajongó a dalok nyers, szinte punkos megszólalása miatt a mai napig kedveli az anyagot.
A lemezbemutató turné főzenekarként egy 42-állomásos angliai koncertsorozattal vette kezdetét. Az album májusban megjelenő második kislemeze a Sanctuary volt. A címadó szám felkerült a bemutatkozó album amerikai változatára, de az eredeti brit kiadáson nem szerepelt. Augusztus végétől október közepéig a Kiss előzenekaraként Nyugat-Európa nagyvárosaiban léptek fel. A november végi újabb angliai koncerteken azonban már Dennis Stratton helyén Adrian Smith (ex-Urchin) játszott az Iron Maiden gitárosként. Stratton a Women in Uniform kislemezen szerepelt utoljára.

## Az album dalai
| 1. | Prowler                       | Steve Harris         | 3:55 |
| 2. | Remember Tomorrow             | Paul Di'Anno, Harris | 5:27 |
| 3. | Running Free                  | Di'Anno, Harris      | 3:17 |
| 4. | Phantom of the Opera          | Harris               | 7:20 |
| 5. | Transylvania (instrumentális) | Harris               | 4:05 |
| 6. | Strange World                 | Harris               | 5:45 |
| 7. | Charlotte the Harlot          | Dave Murray          | 4:12 |
| 8. | Iron Maiden                   | Harris               | 3:35 |

| 1. | Prowler                       | Harris                  | 3:55 |
| 2. | Remember Tomorrow             | Di'Anno, Harris         | 5:27 |
| 3. | Running Free                  | Di'Anno, Harris         | 3:17 |
| 4. | Phantom of the Opera          | Harris                  | 7:20 |
| 5. | Transylvania (instrumentális) | Harris                  | 4:05 |
| 6. | Strange World                 | Harris                  | 5:45 |
| 7. | Sanctuary                     | Di'Anno, Murray, Harris | 3:14 |
| 8. | Charlotte the Harlot          | Murray                  | 4:10 |
| 9. | Iron Maiden                   | Harris                  | 3:31 |

| 1. | Sanctuary                                            | Di'Anno, Murray, Harris | 3:14 |
| 2. | Burning Ambition                                     | Harris                  | 2:42 |
| 3. | Drifter (Live at the Marquee, London 1980)           | Harris                  | 6:04 |
| 4. | I've Got the Fire (Live at the Marquee, London 1980) | Ronnie Montrose         | 3:14 |

| 1. | Prowler                        | Harris                  | 3:55 |
| 2. | Sanctuary                      | Di'Anno, Murray, Harris | 3:14 |
| 3. | Remember Tomorrow              | Di'Anno, Harris         | 5:27 |
| 4. | Running Free                   | Di'Anno, Harris         | 3:17 |
| 5. | Phantom of the Opera           | Harris                  | 7:08 |
| 6. | Transylvania* (instrumentális) | Harris                  | 4:19 |
| 7. | Strange World*                 | Harris                  | 5:30 |
| 8. | Charlotte the Harlot           | Murray                  | 4:12 |
| 9. | Iron Maiden                    | Harris                  | 3:35 |

* Az 1998-as újrakiadáson a Transylvania dal lecsengése, valamint az azt követő Strange World dal intrója a Transylvania dal sávjának végére kerültek, míg eredetileg mindkettő a Strange World sávjának kezdetén foglaltak helyet.

## Közreműködők
- Paul Di'Anno – ének
- Dave Murray – gitár
- Dennis Stratton – gitár, vokál
- Steve Harris – basszusgitár, vokál
- Clive Burr † – dobok

## Minősítések
| Év   | Ország             | Minősítés    | Eladott példányszám |
| ---- | ------------------ | ------------ | ------------------- |
| 1981 | Egyesült Királyság | ezüstlemez   | 60 000              |
| 1983 | Kanada             | aranylemez   | 50 000              |
| 1985 | Egyesült Királyság | aranylemez   | 100 000             |
| 1995 | Egyesült Királyság | platinalemez | 300 000             |
| 1996 | Németország        | aranylemez   | 250 000             |
| 2006 | Kanada             | platinalemez | 100 000             |

## Fordítás
- Ez a szócikk részben vagy egészben  a(z)   (Iron Maiden (album) című angol Wikipédia-szócikk fordításán alapul.  Az eredeti cikk szerkesztőit annak laptörténete sorolja fel. Ez a jelzés csupán a megfogalmazás eredetét és a szerzői jogokat jelzi, nem szolgál a cikkben szereplő információk forrásmegjelöléseként.